# Ruffey-lès-Beaune
Ruffey-lès-Beaune és un municipi francès, situat al departament de la Costa d'Or i a la regió de Borgonya - Franc Comtat. L'any 2007 tenia 677 habitants.

## Demografia

### Població
El 2007 la població de fet de Ruffey-lès-Beaune era de 677 persones. Hi havia 244 famílies, de les quals 44 eren unipersonals (28 homes vivint sols i 16 dones vivint soles), 92 parelles sense fills, 92 parelles amb fills i 16 famílies monoparentals amb fills.
La població ha evolucionat segons el següent gràfic:
Habitants censats

### Habitatges
El 2007 hi havia 275 habitatges, 249 eren l'habitatge principal de la família, 15 eren segones residències i 11 estaven desocupats. 271 eren cases i 2 eren apartaments. Dels 249 habitatges principals, 231 estaven ocupats pels seus propietaris, 12 estaven llogats i ocupats pels llogaters i 6 estaven cedits a títol gratuït; 2 tenien una cambra, 4 en tenien dues, 16 en tenien tres, 54 en tenien quatre i 173 en tenien cinc o més. 181 habitatges disposaven pel capbaix d'una plaça de pàrquing. A 73 habitatges hi havia un automòbil i a 165 n'hi havia dos o més.

### Piràmide de població
La piràmide de població per edats i sexe el 2009 era:
| Homes | Edats   | Dones |
| ----- | ------- | ----- |
| 0     | 95 o +  | 0     |
| 4     | 90 a 94 | 0     |
| 0     | 85 a 89 | 4     |
| 0     | 80 a 84 | 0     |
| 8     | 75 a 79 | 16    |
| 16    | 70 a 74 | 8     |
| 16    | 65 a 69 | 16    |
| 8     | 60 a 64 | 8     |
| 8     | 55 a 59 | 4     |
| 20    | 50 a 54 | 20    |
| 36    | 45 a 49 | 44    |
| 16    | 40 a 44 | 32    |
| 60    | 35 a 39 | 28    |
| 8     | 30 a 34 | 16    |
| 8     | 25 a 29 | 8     |
| 24    | 20 a 24 | 8     |
| 24    | 15 a 19 | 24    |
| 36    | 10 a 14 | 12    |
| 28    | 5 a 9   | 28    |
| 12    | 0 a 4   | 36    |

## Economia
El 2007 la població en edat de treballar era de 486 persones, 365 eren actives i 121 eren inactives. De les 365 persones actives 356 estaven ocupades (188 homes i 168 dones) i 9 estaven aturades (5 homes i 4 dones). De les 121 persones inactives 37 estaven jubilades, 63 estaven estudiant i 21 estaven classificades com a «altres inactius».

### Ingressos
El 2009 a Ruffey-lès-Beaune hi havia 249 unitats fiscals que integraven 693 persones, la mediana anual d'ingressos fiscals per persona era de 21.385 €.

### Activitats econòmiques
Dels 37 establiments que hi havia el 2007, 3 eren d'empreses extractives, 1 d'una empresa alimentària, 4 d'empreses de fabricació d'altres productes industrials, 11 d'empreses de construcció, 3 d'empreses de comerç i reparació d'automòbils, 3 d'empreses de transport, 1 d'una empresa d'hostatgeria i restauració, 2 d'empreses financeres, 2 d'empreses immobiliàries, 2 d'empreses de serveis, 1 d'una entitat de l'administració pública i 4 d'empreses classificades com a «altres activitats de serveis».
Dels 7 establiments de servei als particulars que hi havia el 2009, 1 era un guixaire pintor, 4 electricistes i 2 perruqueries.
L'any 2000 a Ruffey-lès-Beaune hi havia 14 explotacions agrícoles que ocupaven un total de 1.125 hectàrees.

## Equipaments sanitaris i escolars
El 2009 hi havia una escola elemental integrada dins d'un grup escolar amb les comunes properes formant una escola dispersa.

## Poblacions més properes
El següent diagrama mostra les poblacions més properes.